# ثوم إيبرهارت
ثوم إيبرهارت (بالإنجليزية: Thom Eberhardt)‏ هو كاتب سيناريو ومخرج أمريكي، ولد في 7 مارس 1947 في لوس أنجلوس في الولايات المتحدة.

## وصلات خارجية
- ثوم إيبرهارت على موقع IMDb (الإنجليزية)
- ثوم إيبرهارت على موقع ألو سيني (الفرنسية)
- ثوم إيبرهارت على موقع أول موفي (الإنجليزية)
- ثوم إيبرهارت على موقع قاعدة بيانات الأفلام السويدية (السويدية)
- ثوم إيبرهارت على موقع قاعدة بيانات الفيلم (الإنجليزية)
- ثوم إيبرهارت على موقع كينوبويسك (الروسية)